# 宴嬰似海梅介
宴嬰似海梅介（学名：Parahermanites yenyinga）为半花介科似海梅介屬下的一个种。